# 虎溪站
虎溪站（：／ Hogye yeok */?）是东海线沿線的一座鐵路車站，位於韩国蔚山廣域市北區虎溪洞，於2021年末關閉。

## 历史
- 1922年10月25日：落成啟用。
- 2016年12月30日：東海南部線编入东海本线，並迁至距起点站（釜山镇站）78.9公里处[1][2]。
- 2021年12月28日：廣域電鐵東海線第二階段複線電氣化工程完工通車，北蔚山站啟用，本站關閉停用。

## 相鄰車站
韓國鐵道公社
東海線
孝门－虎溪－毛火